# Ricardo Bofill
Ricardo Bofill i Leví (Barcellona, 5 dicembre 1939 – Barcellona, 14 gennaio 2022) è stato un architetto e urbanista spagnolo.

## Biografia
Sua madre Maria Levi era un'ebrea di origine veneziana. Suo padre era un architetto e costruttore, il che gli consentì di entrare nel mondo dell'edilizia sin da giovane. Del resto la sua famiglia aveva una certa tradizione nel campo: probabilmente, per via paterna, discendeva da Guillem Bofill, costruttore della cattedrale di Gerona nel 1404.
Bofill nacque a Barcellona, dove studiò al Liceo Francese e poi alla Escuela Técnica Superior de Arquitectura. Nel 1955 si recò in Grecia per conoscere direttamente l'architettura classica. Nel 1957, espulso per ragioni politiche dalla scuola di architettura di Barcellona, si trasferì in Svizzera e si iscrisse all'Università di Ginevra dove si laureò nel 1959.
Nel 1963 creò il suo studio di architettura, che ebbe fra i suoi membri anche alcuni sociologi insieme ad architetti e ingegneri, Ricardo Bofill Taller de Arquitectura. Grazie a questa équipe professionale, Bofill fu in condizione di affrontare con naturalezza progetti di diversa natura in parti molto differenti del mondo. Nel 1978 aprì un secondo studio a Parigi.
Bofill era considerato uno dei massimi rappresentanti del postmoderno. Nei suoi disegni mantenne la chiarezza di linee tipica del moderno, ma abbandonando le forme pure. Nei suoi edifici erano incorporati elementi classici come colonne e archi, immediatamente comprensibili e piacevoli esteticamente e strutturalmente. Bofill fu autore di un'estesa opera teorica. Fra i molti libri che ha pubblicato si segnalano Espacio y vida (Spazio e vita), La ciudad del arqutecto (La città dell'architetto) e El dibujo de la ciudad (Il disegno della città). Nel corso della carriera Bofill ricevette numerosi premi e riconoscimenti. Nel 1983 fu chiamato dalla Graham Foundation a tenere  lezioni a Chicago. Nel 1985 fu eletto membro onorario dell'Istituto Americano di Architettura negli Stati Uniti.
Bofill è morto nel 2022 per complicazioni da Covid-19.

## Opere

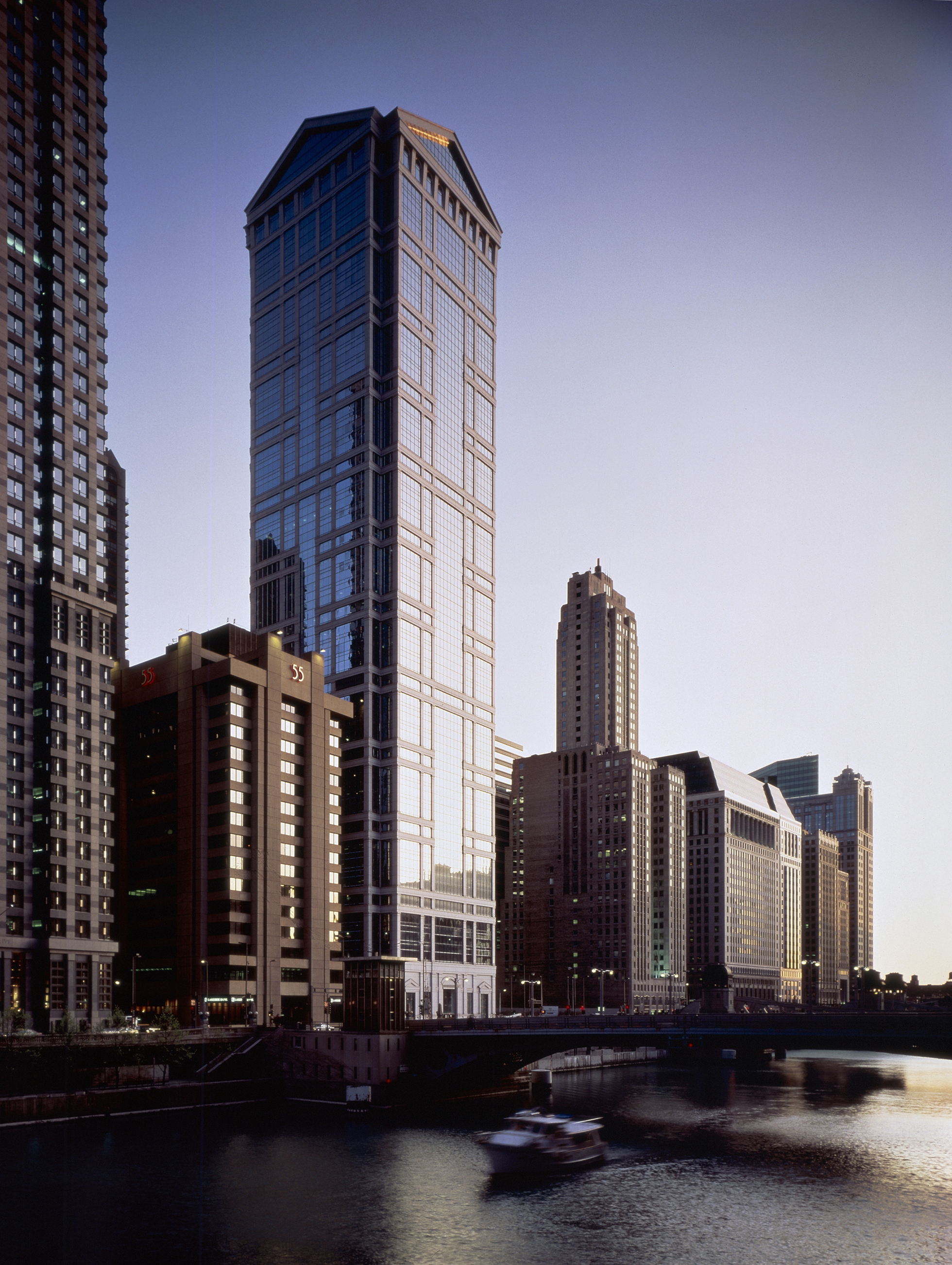
United Continental Headquarters, Chicago

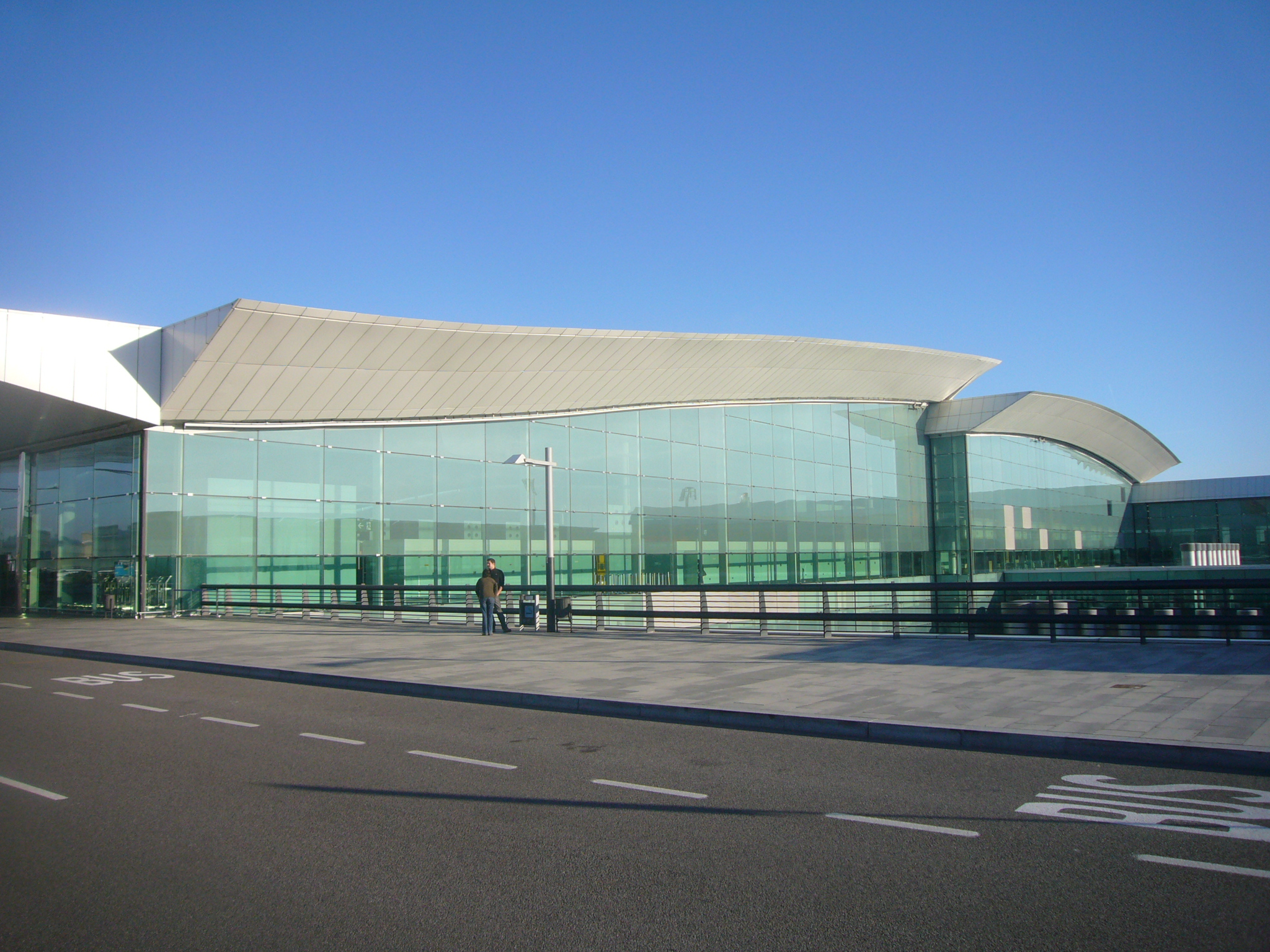
Aeroporto di Barcellona El Prat

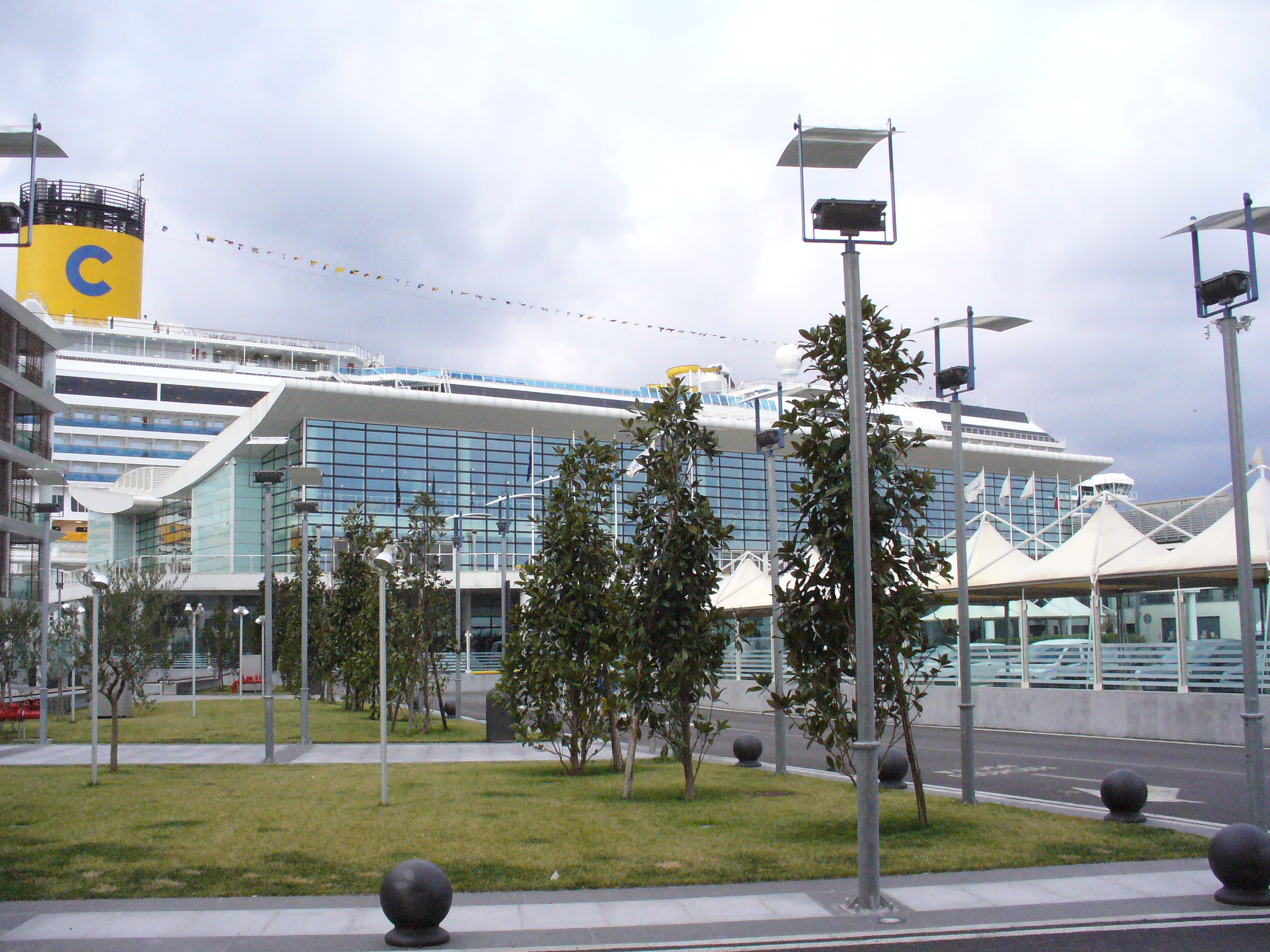
Palacrociere, Savona

Torre Orsero, Savona

- Appartamenti El Sargazo (1962), Castelldefels, Barcellona, Catalogna - Spagna
- Walden n. 7, complesso residenziale (1974), Sant Just Desvern, Barcellona, Catalogna - Spagna
- La Fábrica (1975), Sant Just Desvern, Barcellona, Catalogna - Spagna
- Santuari de Meritxell, 1976, Meritxell, Canillo - Andorra
- Bofills Båge (o Pa Soder Crescent), Stoccolma - Svezia
- Plan especial de ordinaciòn del cauce del Turia (1981-1984), Valencia - Spagna
- The Spaces of Abraxas (1982), Marne-la-Vallée - Francia
- The Lake Arcades and the Viaduct (1982), Saint-Quentin-en-Yvelines - Francia
- Les Echelles du Baroque (1985), Parigi - Francia
- Belvedere Saint Christophe (1985), Cergy-Pontoise - Francia
- The Lake Temples (1986), Saint-Quentin-en-Yvelines - Francia
- Port Marianne (1986-1990), Montpellier - Francia
- Distretto Antigone (1978-2000), Montpellier - Francia
- Place du Nombre d'Or (1984), Montpellier - Francia
- Port Juvenal (1989), Montpellier - Francia
- Interno dell'Arsenale di Metz (1989), Metz - Francia
- Volcans d'Auvergne, area di servizio della superstrada A-71 highway (1990-1991), vicino a Clermont-Ferrand - Francia
- Donnelley Building (1992), parte esterna della torre, Chicago - Stati Uniti
- Le Capitole (1996), Montpellier - Francia
- Twin Center Casablanca (1998), Casablanca - Marocco
- Corso (2000) Praga - Repubblica Ceca
- Crystal Carlin (2001) Praga - Repubblica Ceca
- Parco Leonardo (1993-2005), Master Plan, Fiumicino - Italia
- Terminal South (2006), Aeroporto di Barcellona - El Prat, Barcellona, Catalogna - Spagna[2]
- Palacrociere (Stazione marittima del Porto), complesso Torre Orsero e Mezzaluna, Savona - Italia
- Frontemare, Piazza della Libertà e Mezzaluna, Salerno - Italia